# Castrillo de Cabrera
Castrillo de Cabrera és un municipi de la província de Lleó a la comunitat autònoma de Castella i Lleó. Forma part de la comarca de La Cabrera. Inclou les pedanies d'Odollo, Castrillo, Marrubio, Saceda, Noceda y Nogar.

## Demografia
| 1991 |  | 1996 |  | 2001 |  | 2004 |
| ---- |  | ---- |  | ---- |  | ---- |
| 324  |  | 203  |  | 177  |  | 165  |